# جیمنا لوپز
جیمنا لوپز (انگلیسی: Jimena López؛ زادهٔ ۳۰ ژانویهٔ ۱۹۹۹) بازیکن فوتبال اهل مکزیک است.
وی همچنین در تیم‌های ملی فوتبال زیر 15 سال، زیر 17 سال، زیر 20 سال و بزرگ‌سالان زنان مکزیک بازی کرده‌است.